# Proplatyarthrus longipes
Genre
Espèce
Proplatyarthrus longipes est une espèce éteinte de paresseux terrestres de la famille des Megalonychidae, la seule du genre Proplatyarthrus.

## Historique
Proplatyarthrus a été dénommé par le paléontologue argentin Florentino Ameghino en 1905 et attribué aux Megalonychidae par Robert L. Carroll en 1988.

## Distribution
Cette espèce était endémique de l’Amérique du Sud.

## Extinction
Elle a vécu du Pléistocène inférieur à l’Holocène inférieur. Elle s'est éteinte avec le reste de la mégafaune américaine.

## Genres proches
- Acratocnus
- Ahytherium (syn. Iporangabradyx, Iporangabradyx collecti)
- Analcimorphus
- Choloepus
- Diheterocnus
- Hyperleptus
- Megalocnus
- Megalonychops
- Megalonychotherium
- Megalonyx (syn. Morotherium)
- Meizonyx
- Mesocnus
- Microcnus
- Miocnus
- Nothropus
- Pliometanastes